# Acanthochondrites annulatus
Acanthochondrites annulatus – gatunek widłonoga z rodziny Chondracanthidae; jedyny przedstawiciel rodzaju Acanthochondrites. Jest pasożytem płaszczki nagiej (Dipturus batis, syn. Raja batis).

## Systematyka
Gatunek ten opisał w 1869 roku szwedzki zoolog Petrus Olsson, nadając mu nazwę Chondracanthus annulatus. Autor podał, że okazy typowe zostały pozyskane ze skrzeli płaszczek odłowionych w sierpniu u wybrzeży Norwegii w Storeggen. W 1930 roku brytyjski patolog i bakteriolog Cyril Lesli Oakley utworzył dla tego gatunku rodzaj Acanthochondrites.